# Ujëmbledhësi i Thanës
Ujëmbledhësi i Thanës är en reservoar i Albanien.   Den ligger i prefekturen Qarku i Fierit, i den centrala delen av landet, 50 km söder om huvudstaden Tirana. Ujëmbledhësi i Thanës ligger 20 meter över havet. Arean är 5,9 kvadratkilometer. Den sträcker sig 3,1 kilometer i nord-sydlig riktning, och 3,4 kilometer i öst-västlig riktning.
Trakten runt Ujëmbledhësi i Thanës består till största delen av jordbruksmark.  Runt Ujëmbledhësi i Thanës är det ganska tätbefolkat, med 199 invånare per kvadratkilometer.